# Руднево (Харьковская область)
Руднево (укр. Рудневе), село, 
Левковский сельский совет,
Изюмский район,
Харьковская область.
Код КОАТУУ — 6322886508. Население по переписи 2001 года составляет 16 (9/7 м/ж) человек.

## Географическое положение
Село Руднево находится на расстоянии в 1 км от реки Северский Донец (левый берег);
выше по течению на расстоянии в 4 км расположено село Изюмское (нежилое),
на расстоянии 7,5 км — село Ивановка,
на противоположном берегу расположено село Ветровка (Балаклейский район).
Река в этом месте извилистая, образует много стариц, лиманов и заболоченных озёр, в т. ч. озеро Подхатное, озеро Плоское.
Село окружено большим лесным массивом (сосна).
Село названо именем погибшего в боях с белогвардейцами при обороне Царицына краскома ДКР, затем РККА и похороненного в Харькове в январе 1919 года Н. А. Руднева.

## Экономика
- Лесничество.